# Banja (Oblast Plowdiw)
Banja (auch: Banya; bulgarisch: Баня) ist eine Stadt mit 4.202 Einwohnern (31. Dezember 2022) in der Gemeinde Karlowo in der Oblast Plowdiw in Zentralbulgarien.

## Geographie
Die Stadt liegt 10 Kilometer südlich von Karlowo und 47 Kilometer nördlich von Plowdiw. 
Die Awtomagistrala A1 verläuft in 40 Kilometer Entfernung südlich.
Durch Banja fließt die Strjama, ein rund 110 Kilometer langer Fluss, der durch das westliche Rosental verläuft und 15 Kilometer östlich von Plowdiw in die Mariza mündet.